# 해양작업지원선

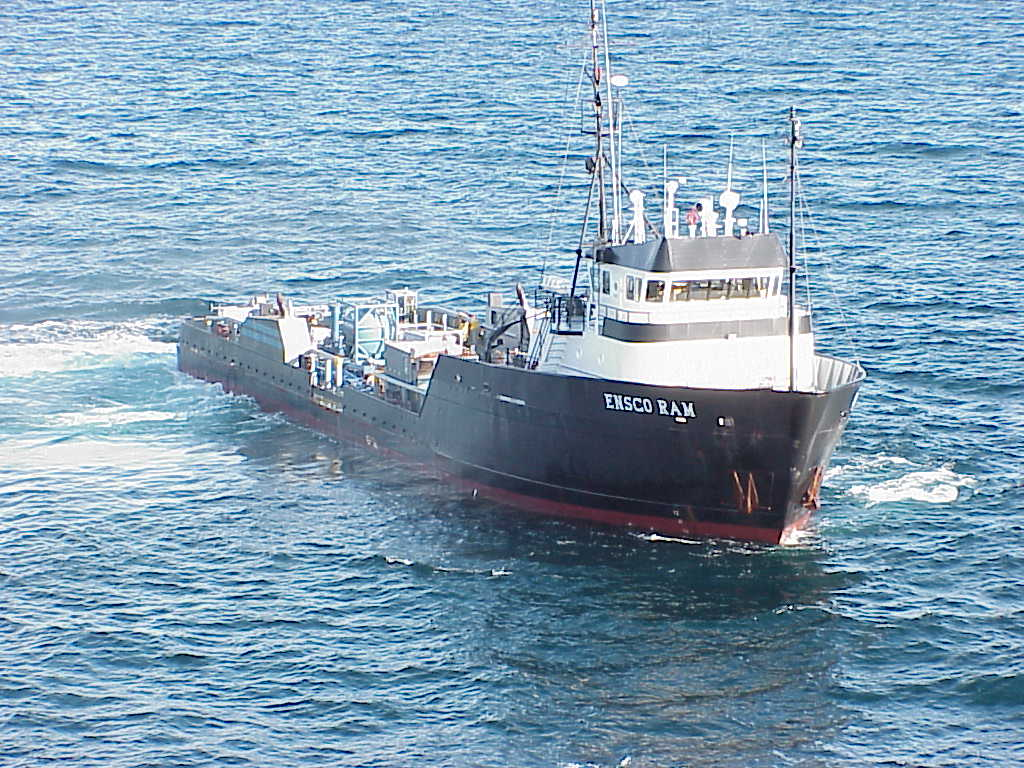
해양작업지원선

해양작업지원선(Platform supply vessel, PSV)는 해양 플랫폼에 인력, 물자 등을 보급하기 위해 특수하게 설계된 선박이다. 길이는 20 ~ 100m 정도이며, 다목적으로 활용된다.

## 기능

### 보급
해양작업지원선의 주요 기능은 해양 플랫폼에 필요한 연료, 식료품, 화학 약품 등의 물자를 보급하고, 폐수, 시추 과정에서 발생하는 진흙 등 발생한 폐기물을 육지로 수송하는 것이다.

### 지원
넓은 갑판을 활용하여 해양 플랫폼에서 필요한 기자재 등을 수송한다. 또한 해양 플랫폼에서 발생할 수 있는 화재, 원유 유출 사고를 비롯한 재해 상황에 대비하여 방재 설비를 갖추고 있다.

## 같이 보기
- 해양예인특수선